# Дрисколл (Техас)
Дрисколл (англ. Driscoll) — місто (англ. city) в США, в окрузі Нюесес штату Техас. Населення — 680 осіб (2020).

## Географія
Дрисколл розташований за координатами 27°40′23″ пн. ш. 97°45′4″ зх. д. / 27.67306° пн. ш. 97.75111° зх. д. (27.673020, -97.751039).  За даними Бюро перепису населення США в 2010 році місто мало площу 3,01 км², уся площа — суходіл.

## Демографія
Згідно з переписом 2010 року, у місті мешкало 739 осіб у 224 домогосподарствах у складі 168 родин. Густота населення становила 245 осіб/км².  Було 272 помешкання (90/км²).
Расовий склад населення:
| - 80,2 % — білих - 1,2 % — корінних американців - 0,3 % — азіатів - 0,1 % — чорних або афроамериканців - 15,0 % — осіб інших рас |

До двох чи більше рас належало 3,1 %. Частка іспаномовних становила 83,5 % від усіх жителів.
За віковим діапазоном населення розподілялося таким чином: 31,7 % — особи молодші 18 років, 54,6 % — особи у віці 18—64 років, 13,7 % — особи у віці 65 років та старші. Медіана віку мешканця становила 34,4 року. На 100 осіб жіночої статі у місті припадало 97,6 чоловіків;  на 100 жінок у віці від 18 років та старших — 97,3 чоловіків також старших 18 років.
Середній дохід на одне домашнє господарство  становив 39 815 доларів США (медіана — 35 625), а середній дохід на одну сім'ю — 44 298 доларів (медіана — 36 289). Медіана доходів становила 28 333 долари для чоловіків та 18 750 доларів для жінок. За межею бідності перебувало 27,1 % осіб, у тому числі 40,2 % дітей у віці до 18 років та 18,9 % осіб у віці 65 років та старших.
Цивільне працевлаштоване населення становило 251 особа. Основні галузі зайнятості: освіта, охорона здоров'я та соціальна допомога — 27,9 %, фінанси, страхування та нерухомість — 11,2 %, роздрібна торгівля — 10,4 %.